# إطلاق النار في هامبورغ 2023
وقع إطلاق نار جماعي في 9 مارس 2023 في مركز تابع لشهود يهوه في مدينة هامبورغ بألمانيا، أسفر عن مقتل 6 أشخاص وإصابة عدد غير محدد من الأشخاص.